# 水甘草碱
水甘草碱（也称作它波宁、塔巴贝辛碱）是一种有机化合物，分子式C21H24N2O2，属于单萜衍生物，存在于長春花（Catharanthus roseus）以及一些马铃果属（Voacanga）植物中。